# Atlantoserolis agassizi
Atlantoserolis agassizi là một loài chân đều trong họ Serolidae. Loài này được George miêu tả khoa học năm 1986.